# Moustapha Sonko
Moustapha Sonko (Parigi, 14 giugno 1972) è un ex cestista francese.

## Carriera
Con la Francia ha disputato i Giochi olimpici di Sydney 2000 e tre edizioni dei Campionati europei (1995, 1999, 2003).

## Palmarès

### Squadra
- Campionato francese: 1

Pau-Orthez: 1997-98
- Campionato spagnolo: 1

Real Madrid: 2004-05
- Coppa Korać: 1

Unicaja Málaga: 2000-01

### Individuale
- LNB Pro A MVP francese: 1

ASVEL: 1999-2000